# Mojsławice
Mojsławice [pronunciación en polaco: /mɔi̯swaˈvit͡sɛ/] es un pueblo ubicado en el distrito administrativo de Gmina Uchanie, dentro del Condado de Hrubieszów, Voivodato de Lublin, en Polonia oriental. Se encuentra aproximadamente a 11 kilómetros al este de Uchanie, a 11 kilómetros al noroeste de Hrubieszów, y a 95 kilómetros al sureste de la capital regional Lublin.